# Edmund Gibson
Edmund Gibson (1669 – 6 septembre 1748) est un théologien et juriste britannique. Il devient évêque de Lincoln en 1720, puis évêque de Londres en 1723 et jusqu'à sa mort.

## Biographie
Edmund Gibson est élève au The Queen's College d'Oxford, où il étudie les langues du Nord. En 1691, il est reçu maître-ès arts. Il est docteur en 1694. En 1700, il est nommé recteur  au Comté d'Essex, puis devient recteur de Lambeth.  En 1710, il est archidiacre de Surrey. En 1715, il est nommé évêque de Lincoln et, en 1725 de Londres.

## Œuvres
Il publie de nombreux textes dont il est l'auteur ou le traducteur, dont :
En 1692, il produit une édition de la Chronique anglo-saxonne avec une traduction en latin.
En 1713,  Codcxjuris ecclesiastici Anglicani
En 1728 Lettres pastorales contre l'infidélité, l'immoralité et l'enthousiasme.